# Nicole Holofcener
Nicole Holofcener (* 22. März 1960 in New York City, New York) ist eine US-amerikanische Filmregisseurin, Drehbuchautorin und Darstellerin.

## Leben
Nicole Holofcener wurde als Tochter der Szenenbildnerin Carol Holofcener und des vielseitig künstlerisch veranlagten Musikers und Bühnenautors Lawrence Holofcener geboren. Ihre Eltern ließen sich scheiden, als Holofcener ein Jahr alt war. Sieben Jahre darauf heiratete ihre Mutter Charles Joffe, den späteren Co-Produzenten fast aller Filme Woody Allens. Die Familie siedelte nach Hollywood um, wo Holofcener Zutritt zum Set einiger Allen-Filme hatte.
Holofcener besuchte zunächst die Filmschule an der New York University, später jene an der Columbia University, wo sie auch ihren Abschluss machte. Während ihrer Ausbildung arbeitete sie unter anderem vereinzelt als Darstellerin, als Schnittassistentin und als Produktionsassistentin.
In der Folgezeit führte sie Regie in einigen Fernsehserien, wie Sex and the City, Gilmore Girls und Six Feet Under – Gestorben wird immer, sowie Fernsehfilmen.
Der von der US-amerikanischen Kritik positiv aufgenommene, vom Publikum jedoch verschmähte Freunde mit Geld war der erste ihrer Kinolangfilme, für den ihr ein größeres Budget zur Verfügung stand. Holofcener verfasste hierzu auch das Drehbuch, in welchem sie bewusst das Tabuthema Geld in den Fokus stellen wollte. Der Film konnte durch die Freundschaft mit Catherine Keener realisiert werden, die nach und nach bekanntere Darsteller in die Produktion miteinbezog, sodass die Produktionskosten garantiert waren. Bei den Women in Film Crystal Awards 2006 errang Holofcener für diese Regiearbeit den Dorothy Arzner Directors Award, während sie bei fünf weiteren Nominierungen in der Vergangenheit das Nachsehen hatte.
Ihr Inszenierungsstil ist stark von Independent-Filmen bestimmt. Er ähnelt in seinem episodenhaften Aneinanderreihen von miteinander verwobenen Schicksalen sowohl dem Robert Altmans als auch dem Woody Allens. Wie sie im Audiokommentar zu Friends with Money erwähnt, legt sie stets großen Wert auf eine stimmige Dekoration des Sets, worin sie durch den Beruf ihrer Mutter geprägt wurde. 
Bei der Eröffnungsrede zum Sundance Film Festival 2006 betonte sie, dass sie eine ausgesprochen „weibliche“ Regisseurin sei, die ihre Themen in Ermangelung passender Drehbücher gerne selbst schreibt. Sie sieht sich nicht als Feministin, sondern als jemanden der das beschreibt, was er über die Rolle der Frau in der amerikanischen Gesellschaft selbst erfährt.
Nicole Holofcener ist Mutter von Zwillingen.

## Filmografie

### Regie
- 1991: Angry (Kurzfilm)
- 1996: Walking and Talking
- 1998: L.A. Doctors (Fernsehserie, Episode 1x10)
- 1998–2000: Sex and the City (Fernsehserie, 4 Episoden)
- 1999: Cold Feet (Fernsehserie, Episode 1x01)
- 2001: Lovely & Amazing
- 2002: Gilmore Girls (Fernsehserie, Episode 2x11 Das Darlehen)
- 2002: Leap of Faith (Fernsehserie)
- 2003–2004: Six Feet Under – Gestorben wird immer (Six Feet Under, Fernsehserie, 2 Episoden)
- 2006: Freunde mit Geld (Friends with Money)
- 2009: Bored to Death (Fernsehserie, Episode 1x07)
- 2010: Please Give
- 2011: I Hate That I Love You (Kurzfilm)
- 2011, 2013: Enlightened – Erleuchtung mit Hindernissen (Enlightened, Fernsehserie, 2 Episoden)
- 2011–2013: Parks and Recreation (Fernsehserie, 4 Episoden)
- 2013: Genug gesagt (Enough Said)
- 2015: Togetherness (Fernsehserie, Episode 1x06)
- 2015: Unbreakable Kimmy Schmidt (Fernsehserie, Episode 1x07)
- 2015: Inside Amy Schumer (Fernsehserie, Episode 3x01)
- 2015: Orange Is the New Black (Fernsehserie, Episode 3x05 Fake)
- 2015–2016: One Mississippi (Fernsehserie, 3 Episoden)
- 2018: Land der Gewohnheit (The Land of Steady Habits)
- 2019: Mrs. Fletcher (Fernsehserie, Episode 1x01)
- 2023: You Hurt My Feelings

### Drehbuch
- 1993–1994: Amanda und Betsy (Ready or Not, Fernsehserie, 5 Episoden)
- 1996: Walking and Talking
- 2001: Lovely & Amazing
- 2006: Freunde mit Geld (Friends with Money)
- 2010: Please Give
- 2013: Genug gesagt (Enough Said)
- 2013: Making a Scene (Kurzfilm)
- 2014: Every Secret Thing
- 2018: Can You Ever Forgive Me?
- 2018: Land der Gewohnheit (The Land of Steady Habits)
- 2021: The Last Duel
- 2023: You Hurt My Feelings

### Darstellerin
- 1982: Rollercoaster to Hell (Kurzfilm)
- 1993: Mi vida loca
- 2015: The Real Reason Women Don't Direct More Action Movies (Fernsehfilm)
- 2019–2020: BoJack Horseman (Fernsehserie, 2 Episoden, Sprechrolle)

### Produzentin
- 2018: Land der Gewohnheit (The Land of Steady Habits)
- 2021: The Last Duel
- 2023: You Hurt My Feelings

## Auszeichnungen (Auswahl)
Writers Guild of America Award
- 2019: Nominierung für das Beste adaptierte Drehbuch (Can You Ever Forgive Me?)[3]

Independent Spirit Awards 2019
- Auszeichnung für das Beste Drehbuch mit Jeff Whitty

Oscarverleihung 2019
- Nominierung für das Beste adaptierte Drehbuch